# いなづま (護衛艦・初代)
いなづま（ローマ字：JDS Inazuma, DE-203、YAC-31）は、海上自衛隊の護衛艦。いかづち型護衛艦の2番艦。旧海軍の雷型駆逐艦「電」、吹雪型駆逐艦「電」に続き日本の艦艇としては3代目。

## 艦歴
「いなづま」は、昭和28年度計画乙型警備艦1203号艦として、三井造船玉野造船所で1954年12月25日に起工され、1955年8月4日に進水、1956年3月5日に就役し、呉地方隊に編入された。
1956年5月1日、第1護衛隊群に編入。同年8月1日、第1護衛隊群隷下に第7護衛隊が新編され、「あけぼの」、「いかづち」とともに編入された。
1958年12月10日から1959年3月27日の間で特別改装工事が実施され、54式50口径3インチ単装砲をMk.34 50口径3インチ単装速射砲に換装、前部の40mm連装機関砲を撤去し、艦橋上の射撃指揮装置をMk.51からMk.63に換装、Mk.34射撃用レーダーも搭載された。また、戦闘区画諸室への冷房装置が施された。
1960年6月4日、津軽海峡東口付近で夜間対潜訓練中に僚艦の「あけぼの」が衝突し艦橋が破損、「いなづま」の乗員2名が死亡し、2名が負傷する事故が発生した。海自の事故調査委員会によれば、原因は「あけぼの」の操艦ミスであった。
その後、応急修理のため函館に向かい函館どつくの岸壁に係留していたが、同年6月15日、ガソリンを使用した清掃作業中に火災が発生、乗員3名が死亡、乗員4名とドック従業員2名が負傷する事故が起きた。ちなみに、初代電、2代電、4代いなづまも衝突事故を起こしている。
1964年12月10日、第7護衛隊が第3護衛隊群隷下に編成替え。
1968年、ソナーをAN/SQS-4に換装した。
1969年3月15日、第7護衛隊が呉地方隊隷下に編成替え。
1976年5月11日、第7護衛隊が第36護衛隊に改称。
1977年3月15日、保管船に種別変更され、艦籍番号がYAC-31に変更。舞鶴教育隊に係留され、停泊実習艦として使用された。
1983年3月30日、除籍。しばらく舞鶴で係留状態にあったが、10月15日に広島県江田島の古田造船にスクラップとして売却され、翌1984年3月から解体が行われた。